# Agatha Christie: Evil Under the Sun
Agatha Christie: Evil Under the Sun (рус. «Агата Кристи. Зло под солнцем») — компьютерная игра в жанре квеста, разработанная компанией AWE Productions и изданная The Adventure Company. Локализацией игры на русский язык занималась компания «Руссобит-М».
Игра была выпущена на PC 16 октября 2007 года (русская версия — 5 декабря 2008 года); версия для игровой консоли Wii вышла 19 ноября 2008 года.
«Зло под солнцем» является третьей по счёту игрой в серии игр о Пуаро.

## Сюжет
Сюжет основан на известном романе Агаты Кристи «Зло под солнцем» о детективе Эркюле Пуаро. В центре повествования лежит расследование убийства театральной актрисы Арлены Стюарт-Маршалл, которая отдыхала в отеле «Веселый Роджер», находящемся на юго-западе Англии на небольшом курортном заливе, и была убита на пляже.
Незадолго до убийства Эркюль Пуаро — по стечению обстоятельств оказавшийся в числе постояльцев отеля — и другие отдыхающие, ощутили необычную атмосферу чего-то злого, предшествовавшего убийству.

## Игровой процесс
Игровой процесс представлен в виде «классического» квеста с рисованными фонами локаций и трёхмерными моделями персонажей. Игроку необходимо исследовать интерьеры, общаться с персонажами и разгадывать логические головоломки.

## История разработки
Созданием игры занималась американская компания AWE Productions. Первые сведения о разрабатывавшейся игре стали известны в начале 2007 года. В официальном анонсе сообщалось о новых особенностях игрового процесса: улучшенном, в сравнении с предыдущей игрой, инвентаре и возможности влиять на события посредством общения с персонажами. Примечательно, что незадолго до анонса игры в России компанией «Акелла» была издана предыдущая часть — «Убийство в „Восточном экспрессе“».
Выход игры состоялся 16 октября 2007 года.
Русская версия была выпущена компаниями Game Factory Interactive (GFI) совместно с «Руссобит-М» спустя год — 5 декабря 2008 года. Первоначально выпуск был намечен на осень 2007 года.

## Отзывы
| Сводный рейтинг | Сводный рейтинг |
| Агрегатор       | Оценка          |
| --------------- | --------------- |
| GameRankings    | 68,94 %         |